# Fotoevaporáció
A fotoevaporáció az a folyamat, melynek során egy bolygó elveszíti légkörének egy részét (vagy egészét) a központi csillaga felől áramló nagy energiájú fotonok és más elektromágneses sugárzás miatt (lásd: napszél). Ha egy foton kölcsönhatásba lép az atmoszféra valamely molekulájával, a molekula energiája és hőmérséklete megnövekszik. Ha kellő mennyiségű energiát vesz fel, a molekula vagy atom elérheti az adott bolygóra vonatkozó szökési sebességet és eltávozhat a világűrbe. Minél alacsonyabb a gáz tömegszáma, annál nagyobb sebességet ér el a fotonnal való kölcsönhatás során. Így a hidrogén a legkönnyebben „megszökő” gáz a bolygók légköréből.

## Bolygókeletkezés
A protoplanetáris korong szétszóródik a csillagszél és az elektromágneses sugárzás miatt. A csillagból eredő sugárzás hatással van az anyagrészecskékre, amiket kifelé irányban felgyorsít. A hatás csak akkor számottevő, ha a csillag megfelelő erősségű sugárzással rendelkezik, mint például az O- vagy a B-típusú csillagok esetén, vagy ha a csillagkezdeményben beindul a magfúzió.

## Fordítás
- Ez a szócikk részben vagy egészben  a   Photoevaporation című angol Wikipédia-szócikk fordításán alapul.  Az eredeti cikk szerkesztőit annak laptörténete sorolja fel. Ez a jelzés csupán a megfogalmazás eredetét és a szerzői jogokat jelzi, nem szolgál a cikkben szereplő információk forrásmegjelöléseként.